# Кеннедейл (Техас)
Кеннедейл (англ. Kennedale) — місто (англ. city) в США, в окрузі Таррант штату Техас. Населення — 8517 осіб (2020).

## Географія
Кеннедейл розташований за координатами 32°38′38″ пн. ш. 97°13′2″ зх. д. / 32.64389° пн. ш. 97.21722° зх. д. (32.643970, -97.217162).  За даними Бюро перепису населення США в 2010 році місто мало площу 17,15 км², з яких 17,11 км² — суходіл та 0,03 км² — водойми.

## Демографія
Згідно з переписом 2010 року, у місті мешкали 6763 особи в 2453 домогосподарствах у складі 1867 родин. Густота населення становила 394 особи/км².  Було 2617 помешкань (153/км²).
Расовий склад населення:
| - 81,7 % — білих - 7,2 % — чорних або афроамериканців - 3,5 % — азіатів - 0,7 % — корінних американців - 4,2 % — осіб інших рас |

До двох чи більше рас належало 2,6 %. Частка іспаномовних становила 13,4 % від усіх жителів.
За віковим діапазоном населення розподілялося таким чином: 25,9 % — особи молодші 18 років, 63,6 % — особи у віці 18—64 років, 10,5 % — особи у віці 65 років та старші. Медіана віку мешканця становила 38,7 року. На 100 осіб жіночої статі у місті припадало 99,1 чоловіків;  на 100 жінок у віці від 18 років та старших — 97,6 чоловіків також старших 18 років.
Середній дохід на одне домашнє господарство  становив 87 098 доларів США (медіана — 73 750), а середній дохід на одну сім'ю — 92 913 долари (медіана — 77 957). Медіана доходів становила 57 695 доларів для чоловіків та 44 071 долар для жінок. За межею бідності перебувало 10,0 % осіб, у тому числі 10,0 % дітей у віці до 18 років та 10,5 % осіб у віці 65 років та старших.
Цивільне працевлаштоване населення становило 3695 осіб. Основні галузі зайнятості: виробництво — 16,9 %, освіта, охорона здоров'я та соціальна допомога — 16,5 %, роздрібна торгівля — 13,0 %, науковці, спеціалісти, менеджери — 12,9 %.